# 奧克希爾 (緬因州)
奧克希爾（英語：Oak Hill）是位於美國緬因州坎伯蘭縣的一個普查規定居民點。

## 人口
根據2020年美國人口普查的數據，奧克希爾的面積為14.56平方千米，當中陸地面積為14.53平方千米，而水域面積為0.03平方千米。當地共有人口5846人，而人口密度為每平方千米401.51人。